# Selenocosmia kovariki
Selenocosmia kovariki là một loài nhện trong họ Theraphosidae.
Loài này thuộc chi Selenocosmia. Selenocosmia kovariki được miêu tả năm 1995 bởi Joachim Schmidt & Otto Krause.